# 2004-es madridi terrortámadások
A 2004-es madridi terrortámadások (amelyeket spanyolul a dátum rövidítésével általában 11-M néven említenek) összehangolt pokolgépes merényletsorozat volt a madridi helyiérdekű vasúti hálózaton 2004. március 11-e reggelén, három nappal a parlamenti választások előtt és éppen 2 évvel és 6 hónappal az amerikai 2001. szeptember 11-ei terrortámadások után. A robbantásokban 191 ember meghalt és 1800-an megsérültek. A hivatalos nyomozás szerint a támadás mögött egy, az al-Káida vonzáskörében álló terrorcsoport állt, amely azonban nem volt közvetlen kapcsolatban az al-Káidával. A terroristák a robbanóanyagot bányászoktól vásárolták.
A választások közelsége miatt a robbantások különleges politikai hangsúlyt kaptak. A hatalmon lévő Spanyol Néppárt (PP) támogatta az Egyesült Államokat az iraki háborúban, és ezért Aznar miniszterelnök el akarta kerülni, hogy a választókban az a benyomás keletkezzen, hogy a terrortámadást a kormány politikája provokálta ki. Ezért a néppárti vezetők eleinte az ETA baszk szeparatista szervezetet vádolták a merénylettel. A választást végül az ellenzéki szocialista párt (PSOE) nyerte meg. Az elemzők szerint a robbantásokkal kapcsolatos elhibázott politikai kommunikáció szerepet játszott a néppárti kormány bukásában
Huszonegy hónapnyi nyomozás után a bíróság a marokkói Jamal Zougamot bűnösnek találta a támadásokban.

## Robbantások leírása
2004. március 11-e csütörtök reggelén a madridi terrortámadáskor 10 robbanás történt, négy vonatnál. Az érintett vonatok mind azonos vonalon haladtak, ugyanabba az irányba Alcalá de Henares és Madrid Atocha állomás között. Később jelentették, hogy 13 improvizált robbanószert helyeztek el a vonatszerelvényeken. A robbantási szakértői csapat megérkezett a terrortámadás helyszínére, ahol a fennmaradó három robbanószerből kettőt biztonságosan felrobbantottak, de a harmadikat nem találták késő délutánig, egy csomagban tárolták, amit az egyik vagon szállított. Igazságügyi nyomozás vette kezdetét.
Mind a négy vonat megállt az Alcalá de Henares megállónál 07:01 és 07:14 között (minden a következőkben leírt időpont helyi idő szerinti, azaz UTC+1).
- Atocha pályaudvar (vonatszám 21431) - Három robbanás történt. Egy videófelvétel szerint, amit megálló biztonsági rendszere készített, az első bomba 07:37-kor fejtette ki a hatását, két másik egymáshoz képest 4 másodpercen belül 07:38-kor okozott pusztítást.
- El Pozo del Tío Raimundo Állomás (vonatszám 21435) - Körülbelül 07:38-kor, éppen elinduló vonaton két bomba robbant különböző kocsikban.
- Santa Eugenia állomás (vonatszám 21713) - Egy bomba robbant körülbelül 07:38-kor.
- Calle Téllez (vonatszám 17305) - körülbelül 800 méterre az Atocha Állomástól - Négy bomba robbant különböző vagonokban, megközelítőleg 07:39-kor.
- 08:00-kor vészhelyzeti dolgozók érkeztek a terrortámadás helyszínére. A rendőrség számos áldozatot jelentett, 50 sebesültet és néhány halottat. 08:30-ra a vészhelyzeti mentőalakulat felállított - a sebesültek ellátására - egy ideiglenes "kórházi" központot a Daoiz y Velarde sport gyárban. Helyi lakók segítettek a mentő alakulatoknak, a kórházaknak jelentették a várt sebesültek számát. 08:43-kor tűzoltók 15 halottat jelentettek El Pozonál. 09:00-ra a rendőrség megerősítette 30 ember halálát. 20 embert El Pozonál ért a váratlan halál és 10 személy Santa Eugenia és Atocha állomásoknál pusztult el a hatalmas pusztításban.

A hatalmas anyagi kár mellett 191 ember: 142 spanyol, 16 román, 6 ecuadori, 4 lengyel, 4 bolgár, 3 perui, 2 dominikai, 2 kolumbiai, 2 marokkói, 2 ukrán, 2 hondurasi, 1 szenegáli, 1 kubai, 1 brazil, 1 francia és 1 filippínó halt meg.
Az áldozatok száma magasabb volt minden más spanyolországi terrortámadásban meghaltak számánál. Egy 1987-es robbantásban 21 spanyol halt meg és 40 sebesült meg a Hipercor nevű áruházlánc szupermarketének berobbantásakor Barcelonában. Akkor a baszk szeparatista terrorista csoportot nevezték meg, hogy ők álltak a támadás mögött (vagy az ETA). Az volt a legrosszabb eset Európában az 1988-as Lockerbie robbantás óta.

## További robbantások nyomozási eredményei
Egy 12 kilogrammos Goma–2 szerkezetet készítettek egy robbanószerkezettel és 136 méteres kötéllel, amit semmihez nem kötöttek hozzá. Ezt a szerkezetet találták meg egy nagysebességű AVE vonat sínjén április 2-án.
A spanyol hatóságok nem kezdtek nyomozni és a robbantási előkészületek ismeretlenek maradtak. A 136 méteres kábelre kötött robbanószerkezet nem tudott felrobbani. Röviddel az AVE incidens után a rendőrség azonosított egy apartmant Leganésben, Madrid déli részén.
A gyanúsított militánsok, Jamal Zougam, Serhane Abdelmaji "a tunéziai" és Jamal Ahmidan "a kínai" vezetésével apartmanjuk belsejében rekedtek egy rendőrségi rajtaütés alkalmával április 3-án 09:03-kor, amikor a rendőrség támadást indított, a militánsok öngyilkosságot követtek el robbanóanyaggal, megölve saját magukat és egy rendőrtisztet. Nyomozók gyakran találtak robbanószerkezetet, a március 11-ei Leganés támadásokkal megegyező robbanószerkezetet (bár nem lehetett azonosítani a dinamitok márkáját, hogy a vonatról valók voltak-e).
A nyomozás felfedte, hogy egy korábban bányászként dolgozó munkástól vettek robbanóanyagot, akinek még volt hozzáférése robbantó felszerelésekhez.
2006 decemberében az ABC újság hírül adta, hogy az ETA emlékeztette a spanyol miniszterelnököt, Zapaterót a 2004. március 11-én történt terrortámadásra, mint egy példaként, ami megesett, hacsak a kormány nem fontolja meg a petícióját (2004 választási kötéltánc)[pontosabban?], bár a forrás világosan megerősítette, hogy az ETA szervezetnek 'nincs semmi köze' magához a támadáshoz.

## Lásd még
- Emlékezés erdeje